# Жахливі джунглі
«Жахливі джунглі» («Terrible Jungle») — французький кінофільм 2020 року, знятий режисерами Х'юго Бенамозігом і Девідом Кавільолі, з Венсаном Дедьєном і Катрін Денев у головних ролях.

## Сюжет
Наївний шукач пригод Еліот де Беллабре вирушає до джунглів Амазонки на пошуки загадкового індіанського племені. Елліот вважає, що шукає рай на землі, але шляхетні дикуни, якими він їх собі уявляв, насправді виявляються запеклими бандитами. А по п'ятах за героєм слідує його мати Шанталь у супроводі підполковника Распаїлля.

## У ролях
- Венсан Дедьєн — Еліотт де Беллабр
- Катрін Денев — Шанталь де Беллабр
- Аліса Белаїді — Альбертіна
- Джонатан Коен — Франсуа-Ів Распаілль, підполковник
- Патрік Декамп — Конрад Сен-Жиль
- Олів'є Бонжур — Вернер Гумбольдт
- Жонас Діналь — Ягуаті
- Естебан — Жільбер
- Давид Ерудель — Еміліо
- Люка Бесс — Фабріс
- Гійом Дюем — Яннік
- Крістофер Пайєт — Жан-Жак
- Франсуа Карсель — Ігнас
- Стефан Борегар — роль другого плану
- Лука Діжу — Франсіс
- Франсуа-Ксав'є Фан — Філс Вонг
- Сін Сін Чен — Вонг
- Манон Россі — Клер, продавчиня
- Джон Бігліон — Серхіо
- Каріма Ганті — Мануела
- Ален Торрентс — бразильський військовий

## Знімальна група
- Режисери — Х'юго Бенамозіг, Девід Кавільолі
- Сценаристи — Х'юго Бенамозіг, Девід Кавільолі
- Оператор — Янн Маріто
- Композитор — Улісс Клотц
- Художниця — Анн-Софі Дельсері
- Продюсери — Вассім Бежі, Леонард Гловінскі, Корін Россі
- Кастинг-директора — Офелі Брюдер, Крістіна Сезнек